# Mattias Friberg
Carl Erik Mattias Friberg, född 1 april 1978 i Borgeby församling, dåvarande Malmöhus län, är en svensk musiker. Han spelar gitarr och sjunger i Logh och har förutom detta även samarbetat med Kristofer Åström, Last Days of April och Britta Persson.
2008 medverkade han med två låtar på samlingsalbumet Mission Hall Sessions.